# Georg von Welling
Georg von Welling (1652–1727) – bawarski pisarz zajmujący się alchemią i teozofią, znany jako autor traktatu Opus mago-cabalisticum et theosophicum opublikowanego w roku 1719 pod pseudonimem Gregorius Anglus Sallwigt. Pracował zawodowo w górnictwie, kierował urzędem do spraw budownictwa i górnictwa w Dolnej Badenii (niem. Baden-Durlach). Zmarł w Bockenheim (obecnie dzielnica Frankfurtu).

## Opus mago-cabalisticum et theosophicum
Johann Wolfgang von Goethe po powrocie z Lipska w roku 1768 pod wpływem Susanny von Klettenberg zainteresował się między innymi alchemią i pilnie studiował wraz z nią traktat Wellinga, co znalazło odbicie w 8. rozdziale (część 2) jego autobiografii Zmyślenie i prawda (Dichtung und Wahrheit), w ten sposób przyczynił się do spopularyzowania tego dzieła Wellinga.
Godne uwagi jest wydanie traktatu z roku 1735 określane jako pierwsze kompletne i podpisane nazwiskiem autora, drukował Joh. Philipp Helwig, Homburg, 1735. Jak podaje Bookseller Daniel Thierstein tekst dzieła miałby kojarzyć teozoficzną i mistyczną filozofię Jakoba Böhme z alchemicznymi pomysłami transfomacyjnymi, co odpowiadałoby duchowi nadchodzącej epoki oświecenia. Dołączone 15 tablic z symbolami kabalistycznymi, oraz wykresami i schematami obiegów tudzież zależności świadczą o zamiłowaniu autora do systematyzacji wiedzy.
Trzecie wydanie pod nieznacznie zmienionym tytułem Opus magico-cabbalisticum et theosophicum, darinnen der Ursprung, Natur, Eigenschaften und Gebrauch des Saltzes, Schwefels und Mercurii, in dreyen Theilen beschrieben... Deme noch beygefüget: ein Tractätlein von der göttlichen Weisheit; und ein besonderer Anhang etlicher sehr rar- und kostbarer chymischer Piecen formatu 4° ukazało się nakładem Fleischer Franckfurt & Leipzig 1784.